# Droga wojewódzka 316
Die Droga wojewódzka 316 (DW 316) ist eine 14 Kilometer lange Droga wojewódzka (Woiwodschaftsstraße) in der polnischen Woiwodschaft Lebus und der Woiwodschaft Großpolen, die Sławocin mit Kaszczor verbindet. Die Strecke liegt im Powiat Nowosolski, im Powiat Wschowski und im Powiat Wolsztyński.

## Streckenverlauf
Woiwodschaft Lebus, Powiat Nowosolski
-  Sławocin (Schlabrendorf) (DW 315)

Woiwodschaft Lebus, Powiat Wschowski
- Ciosaniec (Schussenze)
- Bagno (Bruchdorf)
- Łupice (Lupitze)

Woiwodschaft Großpolen, Powiat Wolsztyński
-  Kaszczor (DW 305)